# Limbach (okres Pezinok)
Limbach (Hongaars:Limpak) is een Slowaakse gemeente in de regio Bratislava, en maakt deel uit van het district Pezinok.
Limbach telt 1337 inwoners.